# Persimfans

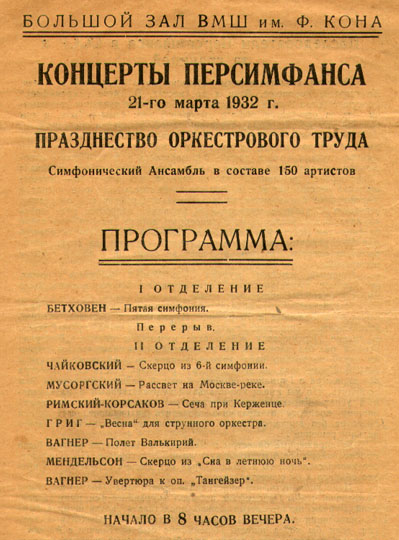
Concertprogramma van Persimfans, Moskou 1932

Persimfans (Персимфа́нс) of PERSIMFANS, afkorting van Pervyi Simfonicheskii Ansambl (Первый симфонический ансамбль) = Eerste Symfonisch Ensemble, was een symfonieorkest, gevestigd in Moskou in de toenmalige Sovjet-Unie, dat bestond tussen 1922 en 1932. Het is vooral bekend doordat het speelde zonder dirigent.

## Geschiedenis
Het orkest werd opgericht door twee concertmusici, de violisten Lev Zeitlin en Abram Jampolski, als een experiment in collectivisme. Ze wilden af van slechte tot matige dirigenten, maar vooral wilden zij, zo kort na de Russische Revolutie van 1917, in het geheel geen dirigent meer. Elke musicus was gelijk en men wilde niet de dictatuur van een baas (dirigent). In contrast met de algemene opinie dat de discipline ver te zoeken zou zijn, kwam het orkest met goede uitvoeringen en het ontwikkelde zich. De beste musici van Moskou, onder wie de ouders van Kirill Kondrasjin, maakten er deel van uit. Tijdens concerten stelden de musici zich op in een kring om intensief oogcontact mogelijk te maken. Toch werden soms gastdirigenten uitgenodigd, onder wie Otto Klemperer, maar zij kregen al snel het verzoek om in de zaal plaats te nemen. 
Een nadeel voor de uitvoeringen waren de eindeloze vergaderingen en repetities; ieder mocht zijn/haar eigen inzicht ventileren. Weliswaar werden eerst in kleine kring afspraken gemaakt over zaken als tempo, dynamiek en agogiek, maar toch moest er lang plenair gerepeteerd worden voordat iedereen het eens was. De Franse componist Darius Milhaud was tevreden over de manier waarop een werk van hem was uitgevoerd, maar stelde vast dat een dirigent hetzelfde resultaat sneller zou hebben bereikt. Sergej Prokofjev voerde in 1928 onder meer zijn Derde pianoconcert uit met de Persimfans en merkte op dat elke musicus het niveau van een solist had behaald. 
De Persimfans speelden niet alleen het klassieke, maar ook het eigentijdse repertoire. Uiteindelijk struikelde het orkest over de steeds complexer wordende moderne muziek. Meningsverschillen tussen de musici bleken niet meer te overbruggen. Bovendien had de ideologie van de Sovjet-Unie zich weer van het collectief leiderschap verwijderd. In 1932 werd het orkest ontbonden. Het heeft gedurende zijn korte bestaansperiode premières gegeven, onder meer van de 10e symfonie van Nikolaj Mjaskovski. De componist was niet tevreden, want ook hier struikelde men over de complexiteit van het werk. Het orkest heeft nog enkele navolgers gehad in Parijs, Berlijn en New York, maar een dergelijk orkest bleek nergens haalbaar.